# Лукобран
Лукобран је хидротехничка грађевина у мору која се гради да заштити луку, сидриште или марину од морских таласа.

## Карактеристике
Лукобрани представљају заправо насип од камена или од бетонских блокова, који се најчешће граде тако да са унутрашње, лучке стране изгледају и опремају се као гатови, па уз њих могу пристајати бродови и искрцавати терет.
Насип сличан лукобрану подигнут испред луке или обале, али потпуно одвојен од ње, зове се таласобран.
Лукобрани се често граде и зато да пресеку снажну морску струју и тако спрече ерозију плажа. Међутим дугорочно гледано процеси ерозије и седиментације не могу се ефикасно превладати деловањем на морске струје и таложење седимената, јер ће таложење седимената на једном месту бити компензовано ерозијом на другом месту. Овај феномен догађа се без обзира на то да ли је подигнут један или читава серија лукобрана.

## Типови
Типови лукобрана обухватају вертикални зидни лукобран, насипни лукобран и насип са надградњом или композитни лукобран.

### Лом
Лукобрани од рушевина користе структурне празнине да би распршили енергију таласа. Лукобрани од рушевина састоје се од гомила камења мање или више сортираног према јединичној тежини: мањег камења за језгро и већег камења као оклопног слоја који штити језгро од удара таласа. Камене или бетонске оклопне јединице на спољашњој страни конструкције апсорбују већину енергије, док шљунак или песак спречавају да енергија таласа пролази кроз језгро лукобрана. Нагиби оплате су обично између 1:1 и 1:2, у зависности од материјала који се користи. У плиткој води, обложни лукобрани су обично релативно јефтини. Како се дубина воде повећава, потребе за материјалом — а самим тим и трошкови — значајно расту.

## Лукобранске оклопне јединице
Како пројектоване висине таласа постају све веће, рушевинским хумкама лукобранима су потребне све веће оклопне јединице да би се одупрле силама таласа. Ове оклопне јединице могу бити формиране од бетона или природног камена. Највећа стандардна оцена за камене оклопне јединице дата у CIRIA 683 „Приручник за стене“ је 10–15 тона. Могу бити доступни већи степенови, али је крајња величина ограничена у пракси природним својствима лома локално доступне стене.

## Ненамерне последице
Лукобрани су подложни оштећењима и преливању у тешким олујама. Неки такође могу имати ефекат стварања јединствених врста таласа који привлаче сурфере, као што је Веџ на лукобрану Њупорт.

### Ефекти седимента
Расипање енергије и релативно мирна вода створена у заветрини лукобрана често подстичу накупљање седимента (у зависности од дизајна шеме лукобрана). Међутим, ово може довести до прекомерног нагомилавања, што доводи до формирања томбола, што смањује дубинско заношење према обали лукобрана. Ово задржавање седимента може изазвати штетне ефекте спуштања лукобрана, што доводи до изгладњивања седимента на плажи и повећање ерозије обале. Ово затим може довести до тога да је потребна даља инжењерска заштита у току развоја лукобрана. Акумулација седимента у областима око лукобрана може проузроковати равне површине са смањеним дубинама, што мења топографски пејзаж морског дна.
Истакнуте формације као резултат лукобрана су функција удаљености лукобрана од обале, правца у којем талас удара у лукобран и угла под којим се лукобран гради (у односу на обалу). Од ова три, угао под којим је изграђен лукобран је најважнији у пројектованом формирању истурених делова. Угао под којим је изграђен лукобран одређује нови правац таласа (након што ударе у лукобране), а заузврат и правац у којем ће седимент тећи и акумулирати се током времена.

### Ефекти на животну средину
Смањена хетерогеност пејзажа морског дна коју уносе лукобрани може довести до смањеног обиља врста и разноликости у околним екосистемима. Као резултат смањене хетерогености и смањених дубина које лукобрани производе због накупљања седимента, повећавају се изложеност УВ зрачењу и температура околних вода, што може пореметити околне екосистеме.
Попут нека врста еколошки прихватљивог лукобрана, шиповски лукобрани нису штетни за морски дивљи свет због заузимања мале површине.

## Субвенција живих лукобрана: Тотенвиле, Њујорк
Живи лукобрани су стратегија вредна 67 милиона долара која има за циљ да помогне приобалском насељу званом Тотенвил, у југозападном делу Њујорка, да преживи пораст нивоа мора и олујне ударе изазване климатским променама. Стратегија повезује водену пејзажну архитектуру, научно образовање, сакупљање отпада и стамбену политику на обали кроз имплементацију 13.000 стопа дугог лукобрана са колонијама острига уведеним дуж њега. Свака острига је способна да филтрира 50 галона воде дневно, уклањајући све загађиваче и токсине чиме се ствара чистија лука. Репродуктивне колоније шкољкаша привлачи многе морске врсте, подстичући значајан раст екосистема. Пит Малиновски, из пројекта Милијарду острига, наводи да од милиона мријеста каменица које постану бебе, једва да иједна преживи због недостатка површина на којима би се сместиле. Стога имплементација гребена повећава вероватноћу опстанка острига. Овај концепт употребе острига за борбу против климатских промена у приобалским градовима, „тектуре острига“, уведен је од стране пејзажног архитекте Кејт Орф 2010. године. Орф и њен тим створили су меку инфраструктуру направљену од расплинутог ужета који омогућава садњу острига дуж низа тачака луке. Живи лукобран је добио финансијску потпору под називом Обнова према дизајну 2014. године, а имплементирао га је Уред гувернера државе Њујорк за опоравак од олуја. Ова субвенција додатно укључује обалску иззградњу, „водено чвориште, за смештај активности заједнице у близини лукобрана. Истовремено, Њујорки успон, државни процес грађанске обнове, упарио је ову иницијативу са федералним финансирањем са пројектом Тотенвилска дина и засади обалских дина. Лукобрани ојачавају вегетативни систем дина, пружајући заштиту заједници на плажи у Тотенвилу ублажавањем ерозије плажа. Поред тога, очекује се северна и источна експанзија живих лукобрана дуж Стејтен Ајленда код Лемон Крика и Грејт Килса. Као резултат тога, живи лукобран пружа образовне могућности за младе из Тотенвила и укупан економски раст града.

## Галерија слика
- Лукобрани Еспо, Финска
- Лукобрани Нуклеарне електране Фукушима
- Лукобран на острву Мен
- Лукобрани на плажама у Мадеири
- Лукобрани јапанске луке Овасе.